# Alex Hofer
Alex Hofer, född 15 september 1994, är en italiensk utförsåkare som representerar GS Fiamme Gialle.
Han tävlar i alla grenar men specialiserar sig på teknikgrenarna slalom och storslalom.

## Karriär

### Världscupen
Han debuterade i Världscupen i Mars 2018 vid tävlingar i Adelboden.

### Kontinentalcuper

#### Europacupen
Han debuterade i Europacupen i Februari 2013 vid tävlingar i Sarntal.
Hans främsta placering är vinst i storslalom i Kirchberg 2018.